# Game Drive

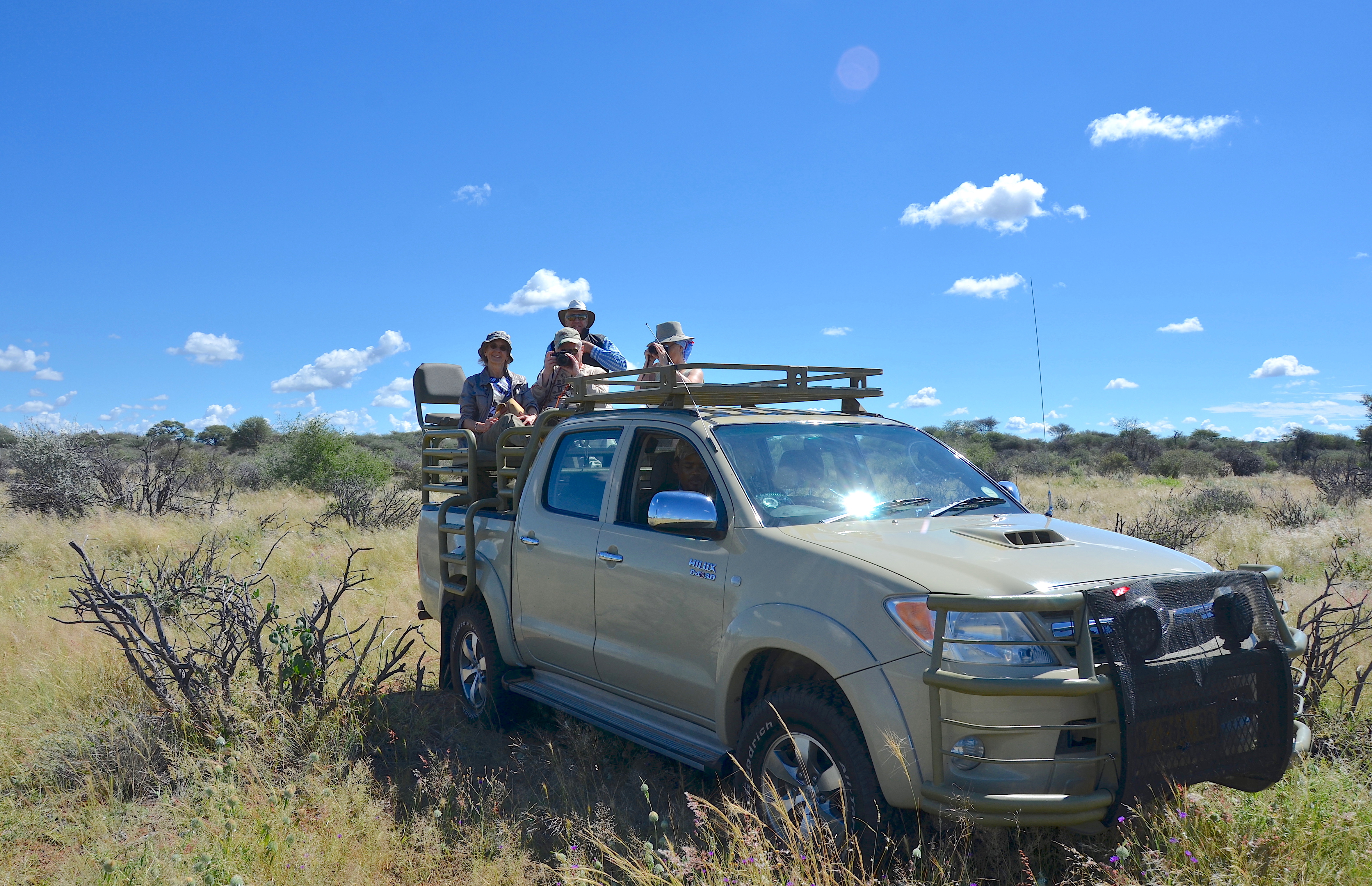
Game Drive in Namibia

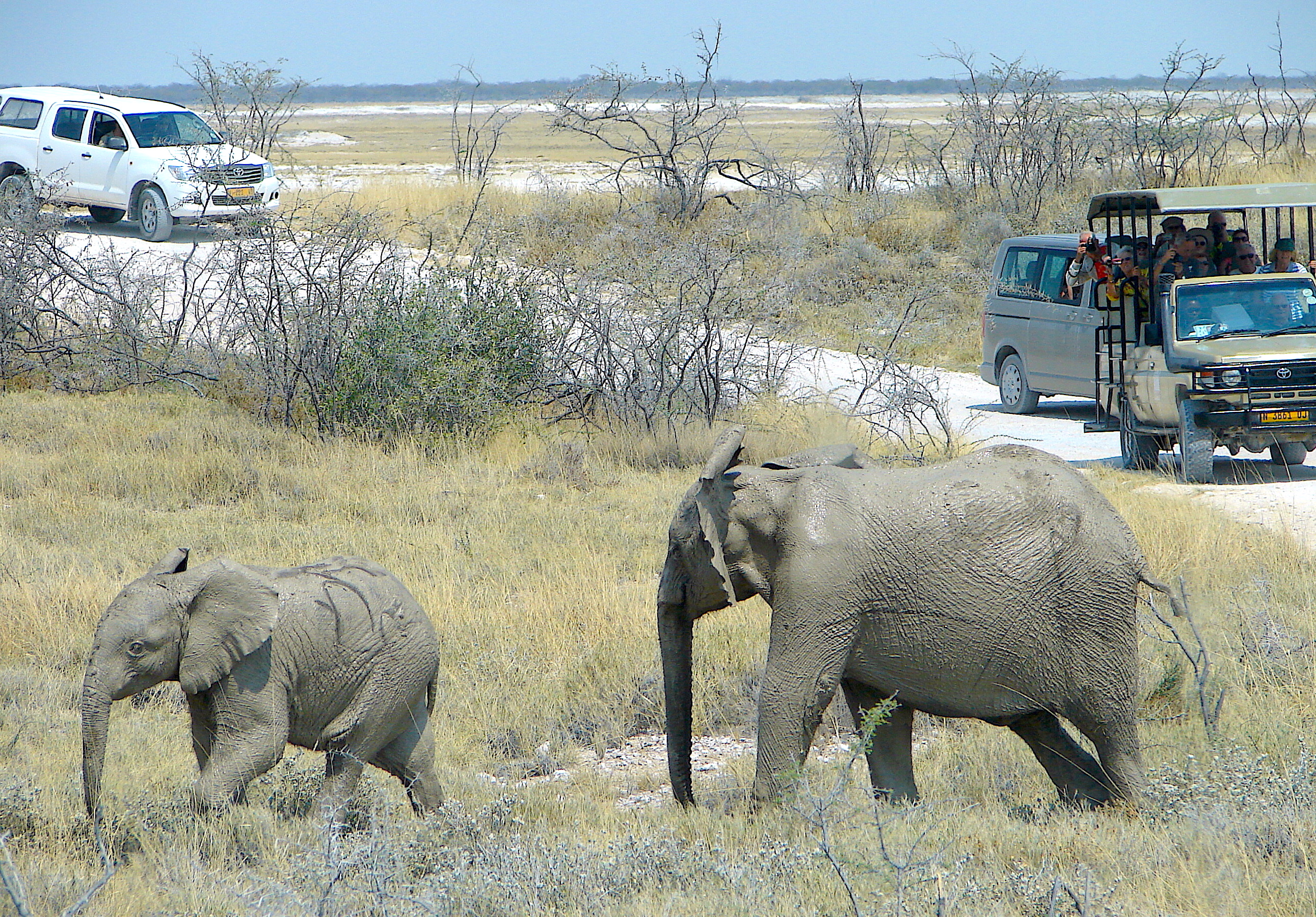
Touristen auf Game Drive im Etosha-Nationalpark fotografieren Elefanten

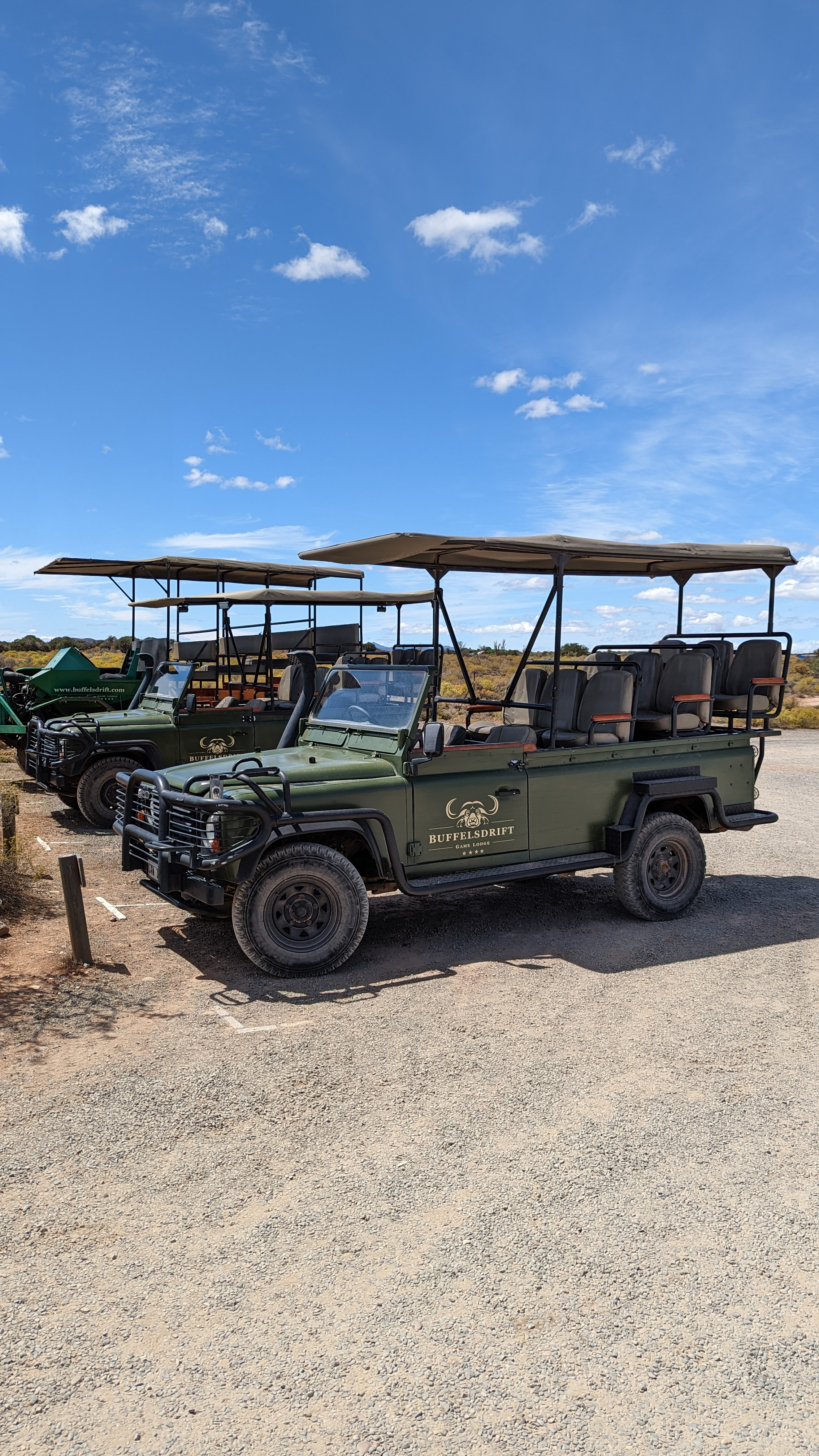
Das gezeigte offene Fahrzeug bietet Platz für Fahrer, Beifahrer und neun Fahrgäste in drei Reihen, die durch eine gestaffelt erhöhte Position eine gute Sicht nach vorne und zu den Seiten gewährleisten.

Game Drive heißt übersetzt Wild-Fahrt. Der Ausdruck ist ein auch in Deutsch verwendeter Begriff für Wild-Beobachtungsfahrt oder Pirschfahrt.
Ein Game Drive ist eine Fahrt in einem  Geländefahrzeug durch die Wildnis oder durch eine große Farm, in der es in erster Linie darum geht, wilde Tiere zu beobachten. Wie Wanderungen oder Bootsfahrten sind auch die Game Drives ein Element einer Safari. Um den Beobachtern eine möglichst gute Sicht zu bieten, finden die Fahrten meist in offenen Fahrzeugen statt. In vielen Gegenden sind die Fahrzeuge nicht nur ein Transportmittel, sondern sie bieten auch den nötigen Schutz vor wilden Tieren. In Gebieten mit großen wilden Tieren wie zum Beispiel Löwen, instruiert der Ranger seine Gäste, das Fahrzeug nicht zu verlassen und im Auto auch nicht aufzustehen. Besonders beliebt sind Game Drives in afrikanischen Ländern wie Botswana, Südafrika und Namibia.